# Ome Henk is niet meer te houwe!
Ome Henk is niet meer te houwe! is het vijfde album van Ome Henk, dat in 1995 werd uitgebracht. Op deze cd komen de volgende personages voor het eerst voor: Boer Derk en de Plaggenstampers en Tjabbe Tjibsma.

## Tracklist
1. Arie's Introduktie
2. Op De Camping (In The Navy)
3. Kaptein Aso
4. Ome Henk In Fabeltjesland
5. Pijn In Me Pens
6. De Inbraak (Deel 1)
7. Reklame Plakkie Pleisters
8. De Inbraak (Deel 2)
9. Met Een Miljoen
10. Bungie Jump
11. De W.C. Is Kapot
12. In De Hooiberg
13. De Televisiegigant
14. Samba Bij?
15. Ted, De Broer Van Ed
16. Problemen Problemen Problemen
17. Uitroduksie
18. Bonuszooi